# Bryum hawaiicum
Bryum hawaiicum är en bladmossart som beskrevs av Hoe 1974. Bryum hawaiicum ingår i släktet bryummossor, och familjen Bryaceae. Inga underarter finns listade i Catalogue of Life.